# Acalypha arciana
Acalypha arciana é uma espécie de flor do gênero Acalypha, pertencente à família Euphorbiaceae.